# Echinopsis uyupampensis
Echinopsis uyupampensis là một loài thực vật có hoa trong họ Cactaceae. Loài này được (Backeb.) Friedrich & G.D.Rowley mô tả khoa học đầu tiên năm 1974.